# 11:11 La paura ha un nuovo numero
11:11 La paura ha un nuovo numero (11:11) è un film del 2004 diretto da Michael Bafaro.